# Гигеренцер, Герд
Герд Гигеренцер (нем. Gerd Gigerenzer; род. 3 сентября 1947, Валлерсдорф) — немецкий психолог, член Леопольдины. Директор отдела «Адаптивное поведение и познание» и директор Хардинг-центра по оценке рисков в Институт человеческого развития Общества Макса Планка в Берлине.
Гигеренцер работает над ограниченной рациональностью, эвристикой и эффективными деревьями принятия решений, то есть вопросом о том, как принимать рациональные решения, когда время и информация ограничены, а будущее неопределенно. Он стал известен широкой публике своей книгой «Интуитивные решения» (нем. Bauchentscheidungen), которая была переведена и опубликована на 17 языках.
Герд Гигеренцер женат на Лоррейн Дастон.

## Карьера

### Академическая карьера
Гигерензер получил степень доктора философии в Мюнхенском университете в 1977 году и в том же году стал профессором психологии. С 1984 по 1990 год он был профессором психологии в Констанцском университете, с 1990 по 1992 год в Зальцбургском университете. С 1992 по 1995 год он был профессором психологии в Чикагском университете. С 1995 по 1997 год он был директором Института психологических исследований Макса Планка в Мюнхене, а затем перешел в Институт человеческого развития Общества Макса Планка в Берлине. Здесь он является директором отдела «Адаптивное поведение и познание», а с 2008 года он также работает в основанном им Хардинг-центре по оценке рисков в Берлине.

### Интуитивные решения
Гигеренцер критикует когнитивные (познавательные) модели, которые рассматривают случаи мнений и решений как результат сложных бессознательных алгоритмов, которые рассчитывают наиболее рациональное решение из совокупности имеющейся в распоряжении информации. Такой подход часто встречается в справочной и консультационной литературе, когда речь идет о рекомендации действовать более аналитически при принятии решений, перечислять преимущества и недостатки и продумывать их. Гигеренцер рассматривает это как пример отклонения от повседневных решений, которые он считает менее успешными. Вместо такой логической и рациональной модели принятия решений Гигеренцер подчеркивает важность интуиции — поэтому решения принимаются, прежде всего, интуитивно на основе эмпирических закономерностей, которым рациональные стратегии принятия решений подчиняются в качестве поздних вспомогательных средств. Согласно Гигеренцеру, интуитивные решения сами по себе являются рациональной стратегией, поскольку она относительно успешна. Интуитивное решение не следует путать со случайным вдохновением или наивностью: интуитивные решения особенно хороши, если они основаны на специальных знаниях: Гигеренцер описывает случай, когда искусствоведы были обеспокоены покупкой туловища в музее Гетти. Вначале научные проверки не признавали фальсификацию, позже произведение было признано подлогом.

### Возьмите лучшее (Take the Best)
В конце 1990-х годов исследовательская группа Гигеренцера провела со студентами из Нью-Йоркского университета эксперимент, в котором они должны путем случайного выбора предсказать победителя игр Национальной баскетбольной ассоциации (NBA) 1996/97. Сезон уже закончился, Гигеренцер обезличил команды и дал студентам только две подсказки для каждой игры: количество игр, которые две команды выиграли в сезоне и счет после первого тайма. Последующий анализ выявил интуитивный подход у большинства студентов. Они следовали эмпирическому правилу: если команда в течение всего сезона была значительно лучше чем другая, она будет также в этой партии победительницей; если баланс сезона обеих групп сравнивался (разница менее 15 побед), лидирующая команда в перерыве выиграет. Студенты были правы в 78 % игр. Это последовательное прослушивание критериев в определенном порядке называется Возьмите лучшее и следует так называемому дереву принятия решений: возьмите лучший критерий и решите — если нет большой разницы, возьмите второй критерий и так далее. Такой подход ранее обычно объяснялся как нерациональное поведение. Тем не менее, Гигеренцер взял свое исследование в качестве возможности переоценить стратегию принятия лучших результатов, поскольку она была успешной и требовала гораздо меньше когнитивных ресурсов, чем точные вычисления вероятностей. Исследовательская группа Гигеренцера сравнила лучшее с множественным регрессионным анализом, многоступенчатым статистическим процессом, который должен алгоритмически оптимально оценивать различные критерии при решении. При исследовании 20 проблем в экономике, психологии, здравоохранении или биологии показали, что многоступенчатый статистический процесс в среднем в 68 % случаев давал правильные предсказания, а наименее наивное Возьмите лучшее было право в 71 % случаев.

### Полезное неполное знание (Nützliches Halbwissen)
Как это ни парадоксально, показатель успеха стратегии Возьмите лучшее можно улучшить, пропуская информацию. Гигеренцер: «Хорошая интуиция должна игнорировать информацию». Парадокс объясняется тем, что не вся информация имеет отношение к предсказанию. Возьмите лучшее — это стратегия, которая позволяет определенным данным иметь решающее значение и игнорировать остальные. Согласно Гигеренцеру, этот подход противоречит широко распространенному, но ложному идеалу максималиста: «Больше информации всегда лучше. Больше времени всегда лучше. Больше вариантов всегда лучше. Больше вычислений всегда лучше. Эта схема находится глубоко внутри нас, но это неправильно! Что нас интересует как исследователей: когда больше лучше и когда меньше лучше?» (Гигеренцер)
Неточные знания также могут быть правильными. В ходе расследования он задал вопрос: «В каком городе больше жителей: Сан-Диего или Сан-Антонио?» — отдельно немецким, отдельно американским студентам. Поразительный результат: немецкие студенты смогли правильно ответить на вопрос (Сан-Диего), потому что они никогда не слышали о другом городе, в отличие от своих коллег. Гигеренцер предполагает, что частично непроинформированные решения базируются на бессознательных эмпирических правилах, в данном случае: Известный город, вероятно, больше — и это часто приводит к успеху.

### Нестатистический месяц
Вместе с экономистом Томасом К. Бауэром и статистиком Вальтером Кремером Гигеренцер начал в 2012 году акцию «Нестатистический месяц». По словам инициаторов, акция должна «помочь разумно обрабатывать данные и факты, правильно интерпретировать числовые образы реальности и более адекватно описывать все более сложный мир и окружающую среду».

## Членство
- Американская академия искусств и наук
- Берлин-Бранденбургская академия наук
- Сообщество когнитивных наук[англ.]
- Леопольдина
- Экспертный совет по вопросам потребителей[нем.]
- Американское философское общество (2016, иностранный член)[8]

## Награды
- 1982—1983: научный сотрудник, Центр междисциплинарных исследований, Билефельд
- 1987—1988 und 2002—2003: приглашенный научный сотрудник, Гарвардский университет
- 1987: Премия Ассоциации американских издателей за лучшую книгу в области социальных и поведенческих наук
- 1989—1990: научный сотрудник Центра перспективных исследований в области поведенческих наук, Стэнфорд, Калифорния
- 1991—1992: научный сотрудник, Центр междисциплинарных исследований, Билефельд
- 1992: Американская ассоциация содействия развитию науки Приз за исследования поведенческой науки
- 1998: почетный профессор Свободного университета Берлина
- 2004: научный сотрудник, школа бизнеса Дарден, Виргинский университет, Шарлотсвилл
- 2005: почетный профессор Берлинского университета имени Гумбольдта
- 2007: почетный доктор Базельского университета
- 2008: научный сотрудник, Ассоциация психологических наук (APS) за выдающийся вклад в психологическую науку
- 2009: почетный доктор Открытого университета (Нидерланды)
- 2011: Премия немецкой психологии
- 2011: почетный сотрудник, Институт управления рисками, Великобритания
- 2011: Медаль Марсилия, Гейдельбергский университет

## Публикации
- Messung und Modellbildung in der Psychologie. UTB/Reinhardt, München/Basel 1981, ISBN 978-3-497-00895-7
- Rationality for Mortals. 2008
- совместно с Кристофом Энгелем[нем.] Heuristics and the Law. 2006
- Adaptive Thinking. 2000
- совместно с П. M. Тoддом Simple Heuristics That Make Us Smart. 1999
- совместно с Рейнхардом Зельтеном Bounded Rationality. 2001
- совместно с Даниэлем Г. Гольдштейном Models of Ecological Rationality: The Recognition Heuristic. Psychological Review 2002, ISSN=0033-295X
- совместно с П. M. Тoддом Simple heuristics that make us smart. Oxford University Press, New York 1999, ISBN 0-19-514381-7
- Das Einmaleins der Skepsis. Über den richtigen Umgang mit Zahlen und Risiken. Berlin Verlag, Berlin 2002, ISBN 3-8270-0079-3
- Bauchentscheidungen. Die Intelligenz des Unbewussten und die Macht der Intuition. Bertelsmann, München 2007, ISBN 978-3-570-00937-6
  - англ.: Gut Feelings Viking, New York 2007, ISBN 978-0-670-03863-3
- совместно с Муир Грей Better Doctors, Better Patients, Better Decisions. Envisioning Health Care 2020. MIT Press, Cambridge Massachusetts 2011, ISBN 978-0-262-01603-2
  - нем.: совместно с Муир Грей Bessere Ärzte, bessere Patienten, bessere Medizin. Aufbruch in ein transparentes Gesundheitssystem. Medizinisch Wissenschaftliche Verlagsgesellschaft, Berlin 2013, ISBN 978-3-941468-82-5
- Risiko. Wie man die richtigen Entscheidungen trifft. Bertelsmann Verlag, München 2013, ISBN 978-3-570-10103-2
  - англ.: Risk Savvy: How to Make Good Decisions. Penguin Books, London 2015, ISBN 978-0-14-312710-9
- совместно с Томасом К. Бауэром, Вальтером Крэмером Warum dick nicht doof macht und Genmais nicht tötet. Über Risiken und Nebenwirkungen der Unstatistik. Campus Verlag, Frankfurt am Main/ New York City 2014, ISBN 978-3-593-50030-0